# Wu-Chronicles
Wu-Chronicles – kompilacyjny album zespołu Wu-Tang Clan, wydany w 1999 roku.

## Lista utworów
| #  | Tytuł                                   | Słowa                                                        | Producent        | Wykonanie                                                |
| -- | --------------------------------------- | ------------------------------------------------------------ | ---------------- | -------------------------------------------------------- |
| 1  | "4th Chamber"                           | G. Grice, R. Diggs, C. Smith                                 | RZA              | Ghostface Killah, Killah Priest, GZA, RZA                |
| 2  | "Wu-Gambinos"                           | C. Woods, C. Smith, R. Diggs                                 | RZA              | Ghostface Killah, Masta Killa, Method Man, Raekwon, RZA  |
| 3  | "The What"                              | C. Wallace, C. Smith                                         | Easy Mo Bee      | Method Man, The Notorious B.I.G.                         |
| 4  | "Cold World (RZA Mix)"                  | G. Grice, J. Hunter, R. Diggs, S. Wonder                     | RZA              | Life, Inspectah Deck, GZA                                |
| 5  | "Tragedy"                               | R. Diggs, D. Harris                                          | RZA, True Master | RZA                                                      |
| 6  | "Black Trump"                           | E. Hinson, T. Williams, D. Wray, D. Yates Jr., C. Woods      | Self             | Cocoa Brovaz, Raekwon                                    |
| 7  | "Hip Hop Drunkies"                      | E. Brooks, T. Williams, R. Smith, J. Robinson, R. Jones      | E-Swift          | Ol' Dirty Bastard, Tha Alkaholiks                        |
| 8  | "Gunz 'N Onez (Iz U Wit Me)"            | J. Bush, S. Price, J. Turner, C. Smith                       | Smoke            | Heltah Skeltah, Method Man                               |
| 9  | "Latunza Hit"                           | T. Turner                                                    | Smokin' Joe      | Wu-Syndicate                                             |
| 10 | "Wake Up"                               | J. Grant, T. Hamlin, V. Ru, R. Stevenson, R. Diggs, C. Smith | RZA              | 9th Prince, Hell Razah, Islord, Killa Sin, Prodigal Sunn |
| 11 | "Young Godz"                            | J. Barry, T. Hamlin, R. Diggs, S. Franklin                   | RZA              | Killa Sin, Madman, Raekwon, Rubbabandz, Shyheim          |
| 12 | "Right Back At You"                     | A. Johnson, T. Perry, D. Coles, C. Woods, K. Muchita         | Havoc            | Big Noyd, Ghostface Killah, Mobb Deep, Raekwon           |
| 13 | "Whatever Happened (The Birth)"         | A. Cruz, R. Diggs                                            | RZA              | AZ, RZA                                                  |
| 14 | "Semi-Automatic: Full Rap Metal Jacket" | L. Hawkins, J. Hunter, R. Diggs, P. Charles                  | RZA              | Inspectah Deck, Streetlife, U-God                        |
| 15 | "The End"                               | J. Austin, O. Harvey, R. Diggs                               | Easy Mo Bee      | Ras Kass, RZA                                            |
| 16 | "'96 Recreation (Demo)"                 | D. Hills, R. Jones, R. Diggs                                 | RZA              | Cappadonna, Ol' Dirty Bastard, RZA                       |